# Macrotera mellea
Macrotera mellea är en biart som först beskrevs av Timberlake 1954.  Macrotera mellea ingår i släktet Macrotera och familjen grävbin. Inga underarter finns listade i Catalogue of Life.